# Edison (Musikpreis)

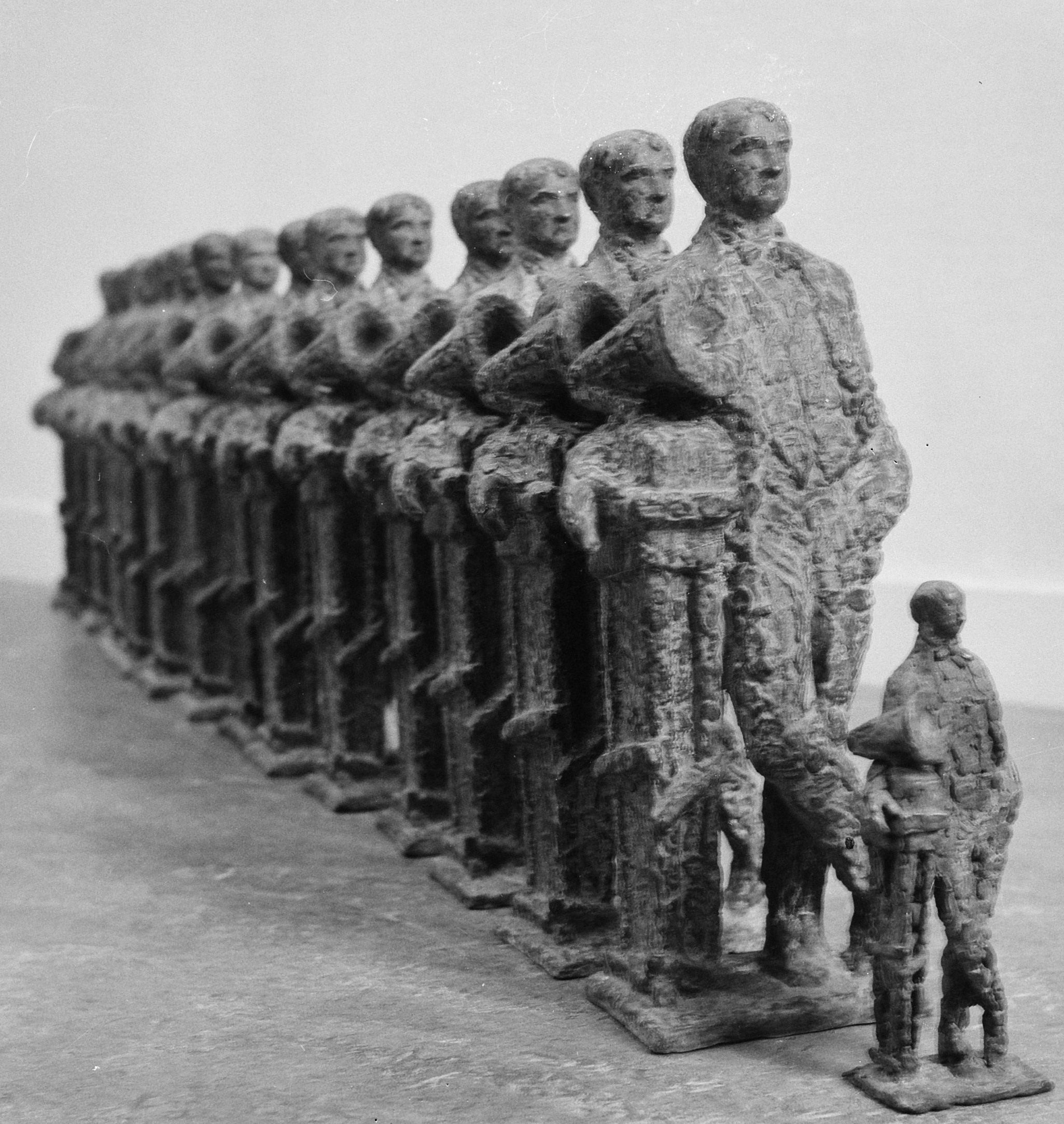
Edisons 1961

Der Edison Award ist ein 1960 eingerichteter niederländischer Musikpreis, der – wenn auch nicht in allen Kategorien – alljährlich an herausragende Plattenaufnahmen oder Künstler vergeben wird. Er ist vergleichbar mit dem Deutschen Schallplattenpreis, dem Brit Award in Großbritannien, dem Grand Prix du Disque in Frankreich oder dem Grammy in den USA. Er wird in den Kategorien Pop (Edison Music Award ab 1998), Klassik (Edison Classical Music Award) und Jazz (Edison Jazz Award) vergeben. Hinzugekommen ist seit den 1990er Jahren der Oeuvreprijs, mit dem ein musikalisches Lebenswerk gewürdigt wird.
Der Pop-Preis wird im Rahmen einer TV-Show („Grand Gala du Disque“, „Disc“, ab 1995 als Edison Music Awards) verliehen. Die Preis-Trophäe ist eine Bronzeplastik von Thomas Alva Edison vom niederländischen Bildhauer Pieter D'Hont.

## Preisträger (Auswahl)
1960
- Klassik: Thomas Beecham, Eduard van Beinum, I Musici, Dietrich Fischer-Dieskau
- Pop: Roelof Stalknecht, Frank Sinatra, Willy Alberti
- Jazz: Robert Prince; Thelonious Monk – Thelonious Alone in San Francisco (International Instrumental)

1961
- Klassik: Elisabeth Schwarzkopf, Joan Sutherland, Robert Casadesus, Bernard Haitink, Thurston Dart, Georg Solti, Amadeus-Quartett
- Pop: Wim Kan, Jack Marshall, Harry Belafonte, Ali Baba, Luchtmachtkapel, Blue Diamonds, Ko van Dijk
- Jazz: Rita Reys, John Coltrane

1970
- Klassik: Werner Haas

1987

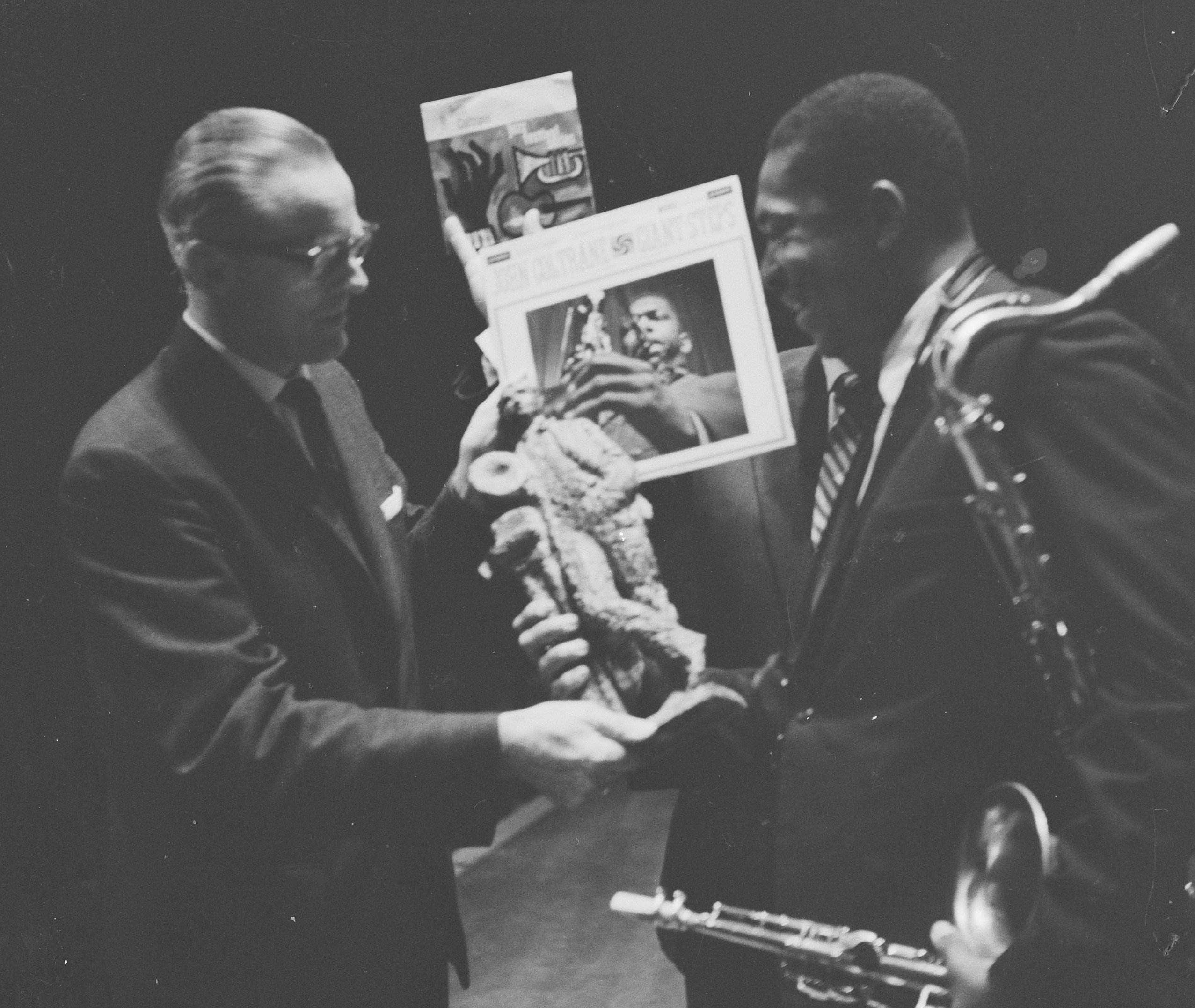
Für sein Album Giant Steps erhielt John Coltrane 1961 einen Edison

- Bestes Pop-Album International: Parade von Prince and The Revolution[1]

1989
- Bestes Pop-Album International: Lovesexy von Prince[1]

### Edison-Oeuvre-Preis (Klassik)
- 1971 Rogier van Otterloo
- 1995 Elly Ameling
- 1997 Elisabeth Schwarzkopf
- 1998 Carlo Maria Giulini
- 1999 Gustav Leonhardt
- 2003 Anne Sofie von Otter
- 2004 Mstislav Rostropovich
- 2005 Thomas Hampson
- 2006 Jessye Norman
- 2007  John Williams
- 2008 Kiri Te Kanawa
- 2009 Beaux Arts Trio
- 2010 Pierre Boulez
- 2011 Daniel Barenboim
- 2012 Frans Brüggen
- 2013 Reinbert de Leeuw
- 2014 Radio Filharmonisch Orkest
- 2015 Itzhak Perlman
- 2016 Bernard Haitink
- 2017 Ton Koopman
- 2018 Renée Fleming
- 2019 Kronos Quartet
- 2020 Roberta Alexander
- 2021 Han de Vries
- 2022 Robert Holl
- 2023 André Rieu
- 2024 Ronald Brautigam

### Edison-Oeuvre-Preis (Jazz)
- 1999 Herbie Hancock
- 2001 Toots Thielemans
- 2002 Wayne Shorter
- 2003 Tony Bennett
- 2004 George Duke
- 2006 Rita Reys
- 2007 Randy Crawford & Joe Sample
- 2008 Piet Noordijk
- 2008 Al Jarreau
- 2009 Dianne Reeves
- 2010 Chaka Khan
- 2011 Ivan Lins
- 2012 Dee Dee Bridgewater
- 2013 Marcus Miller
- 2014 Kurt Elling
- 2014 Greetje Kauffeld
- 2015 Malando Orkest
- 2015 Flairck
- 2016 Metropole Orkest
- 2017 Lee Towers
- 2017 Joshua Redman
- 2018 Patti Austin
- 2018 Angélique Kidjo
- 2019 Carel Kraayenhof
- 2019 Eliane Elias
- 2020 Eric Vloeimans
- 2020 Louis van Dijk
- 2021 Candy Dulfer
- 2022 Dick de Graaf
- 2023 Han Bennink
- 2024 Benjamin Herman

### 1990er Jahre (Pop)
1990
- Pop nationaal: Tambourine – Flowers in September
- Rock nationaal: Urban Dance Squad – Mental Floss for the Globe
- Vocaal nationaal: Mathilde Santing – Breast and Brow
- Levenslied: De Havenzangers – Te land, ter zee en in ’t café
- Theater/Cabaret/Chanson: Willem Nijholt – Cabaret
- Instrumentaal nationaal: Han de Vries – Appassionato
- Extra nationaal: Harry Coster – Swing & Sweet in Nederland
- Pop internationaal:
  - Les Négresses Vertes – Les Négresses Vertes
  - Neil Young – Freedom
- Pop/Rock internationaal: Lou Reed – New York
- R&B/Blues: The Neville Brothers – Yellow Moon
- Jazzfusion/Funk/Disco Dance internationaal: Jungle Brothers – Done by the Forces of Nature
- Hardrock/Metal internationaal: Aerosmith – Pump
- Vocaal internationaal: Chris de Burgh – Flying Colours
- Musical/Film: Carly Simon – Working Girl
- Country: The Judds – River of Time
- Singer/Songwriter: Elvis Costello – Spike
- Extra internationaal:
  - The Rolling Stones – Single Collection – The London Years
  - Cliff Richard – The Definitive Collection
  - Rob Wasserman – Duets

1991
- Pop nationaal: Nits – Giant Normal Dwarf
- Pop/Rock nationaal: The Scene – Blauw
- Disco-Dance/Hip Hop/House nationaal: King Bee – Royal Jelly
- Luisterlied: Marjol Flore – Kwetsbaar
- Populair nationaal: Stef Bos – Is dit nu later
- Kleinkunst: Youp van ’t Hek – Oudejaarsconference 1989
- Middle of the road nationaal: Goya & Carmina – Bahia Lady
- Levenslied: André Hazes – Kleine jongen
- Instrumentaal nationaal: Jan Akkerman – The Noise of Art
- Kinderrepertoire: Herman van Veen – Alfred Jodocus Kwak, deel 1: goedemorgen
- Pop internationaal: World Party – Goodbye Jumbo
- Pop/Rock internationaal: Living Colour – Times Up
- Hardrock/Metal internationaal:
  - River Dogs – River Dogs
  - Michael Lee Firkins – Michael Lee Firkins
- Disco-Dance/Hip Hop internationaal:
  - Deee-Lite – World Clique
  - Paris – The Devil Made Me Do It
- R&B/Blues: The Vaughan Brothers – Family Style
- Middle of the road internationaal:
  - Oleta Adams – Circle of One
  - Vaya Con Dios – Night Owls
- Country: Garth Brooks – No Fences
- Instrumentaal internationaal: Zelwer – La fiancée aux yeux de bois
- Musical/Films: Claude-Michel Schönberg – Miss Saigon
- Extra internationaal:
  - Roland Kirk – Rahsaan
  - The Byrds – The Ultimate Box Set

1992
- Pop/Middle of the road nationaal: Laura Fygi – Introducing
- Pop/Rock nationaal: Urban Dance Squad – Life ’n Perspectives of a Genuine Crossover
- Levenslied: Ben Cramer – Alles wordt anders
- Kleinkunst: La Pat – La gabbia d’oro
- Instrumentaal nationaal: Rosenberg Trio – Gipsy Summer
- Kinderrepertoire: Circus Custers – Hun mooiste kinderliedjes van de TV
- Extra nationaal: Drs. P – Compilé sur CD
- Pop/Rock internationaal:
  - Pearl Jam – Ten
  - Red Hot Chili Peppers – Blood, Sugar, Sex, Magik
- Disco-Dance/Rap internationaal:
  - Galliano – In Pursuit of the 13th Note
  - Massive Attack – Blue Lines
- R&B/Blues: Bonnie Raitt – Luck of the Draw
- Hardrock/Metal: Metallica – Metallica
- Pop/Middle of the road internationaal: Natalie Cole – Unforgettable
- Country: Mark Knopfler & Chet Atkins – Neck and Neck
- Extra internationaal:
  - Barbra Streisand – Just for the Record
  - Phil Spector – Back to Mono
  - James Brown – Star Time

1993
- Middle of the road nationaal: Mathilde Santing – Texas Girl & Pretty Boy
- Rock nationaal: The Scene – Open
- Kleinkunst: Paul de Leeuw – Van u wil ik zingen
- Levenslied: Willeke Alberti – ’N beetje mazzel
- Luisterlied: Gerard Cox – Leuk voor later
- Kinderrepertoire: Ja zuster, nee zuster (Fernsehserie)
- Extra (documentaire van historische waarde): Beau Hunks – The Beau Hunks Play the Original Laurel & Hardy Music
- Pop/Middle of the road internationaal: Eric Clapton – MTV Unplugged
- Pop/Rock internationaal:
  - The Jayhawks – Hollywood Town Hall
  - Aerosmith – Get a Grip
- Dance/Rap internationaal:
  - Guru – Jazzmatazz
  - Arrested Development – 3 Years, 5 Months and 2 Days in the Life of …
- Hardrock/Metal internationaal: Anthrax – Sound of White Noise
- Musical/Film: Eric Clapton – Rush
- Instrumentaal internationaal: Kronos Quartet – Pieces of Africa
- Extra (bijzondere produktie, vernieuwend):
  - Elvis Costello & Brodsky Quartet – The Juliet Letters
  - Rage Against the Machine – Rage Against the Machine

1994
- Middle of the road nationaal: René Froger – Power of Passion
- Pop/Rock nationaal: Valensia – Valensia
- Levenslied: Marianne Weber – Diep in mijn hart
- Kleinkunst: Karin Bloemen – Karin in concert
- Luisterlied: Jenny Arean – Iemand moet het doen
- Instrumentaal: Harry Sacksioni – Who’s Pulling the Strings
- Middle of the road internationaal: Oleta Adams – Evolution
- Pop internationaal: Youssou N’Dour – The Guide (Wommat)
- Rock internationaal: Soundgarden – Superunknown
- Dance/Rap internationaal: Us3 – Hands on the Torch
- R&B/Blues: Big Sugar – Five Hundred Pounds
- Hardrock/Metal: Sepultura – Chaos A. D.
- Musical/Film: John Williams – Schindler’s List
- Country: Rhythm, Country & Blues von verschiedenen Interpreten
- Extra (documentaire & historische waarde): Tougher Than Tough: The Story of Jamaican Music von verschiedenen Interpreten

1995
- Publieksprijs album: André Rieu – Strauss & Co
- Publieksprijs single: Marco Borsato – Dromen zijn bedrog
- Nederlandstalig populair: Marco Borsato – Marco
- Middle of the road nationaal: Lisa Boray – The Need to Be
- Rock nationaal: De Dijk – De blauwe schuit
- Instrumentaal: Armando – The Violinist
- Kinderrepertoire: De Leeuwekoning (Original Soundtrack)
- Kleinkunst: Youp van ’t Hek – Ergens in de verte
- Luisterlied: Liesbeth List – List
- Musical Theater: Original Netherlands Cast 1995 – You’re the Top
- Extra NL (documentaire & historische waarde): Corry Brokken – Net als toen
- Rock internationaal: Live – Throwing Copper
- Dance/Rap internationaal: Portishead – Dummy
- Hardrock/Metal: Faith No More – King for a Day, Fool for a Lifetime
- R&B/Blues: G. Love & Special Sauce – G. Love & Special Sauce
- MOR internationaal: The Chieftains – The Long Black Veil
- Film: Elton John – The Lion King
- Country: Tammy Wynette – Without Walls
- Extra (documentaire & historisch waarde):
  - Glenn Miller – The Lost Recordings
  - The Who – Thirty Years of Maximum R & B

1996 / 1997
in beiden Jahren wurden keine Auszeichnungen vergeben
1998
- Publieksprijs single: Marco & Trijntje – Wereld zonder jou
- Publieksprijs artiest: De Kast – Niets te verliezen
- Zangeres nationaal: Anouk – Together Alone
- Zanger nationaal: Marco Borsato – De waarheid
- Groep nationaal: Van Dik Hout – Kopstoot van een vlinder
- Nieuwkomer nationaal: Anouk – Together Alone
- Dance/R&B nationaal: The Sunclub – Fiësta
- Video nationaal: Anouk – Nobody’s Wife
- Zangeres internationaal: Erykah Badu – Baduizm
- Zanger internationaal: Andrea Bodelli – Romanza
- Groep internationaal: Radiohead – OK Computer
- Nieuwkomer internationaal: Natalie Imbruglia – Left of the Middle
- Dance/R&B internationaal: Erykah Badu – Baduizm
- Video internationaal: Spice Girls – Spice Up Your Life
- Instrumentaal: Junkie XL – A Forest Called Mulu
- Soundtrack/Musical: Ry Cooder – The End of Violence
- Oeuvreprijs:
  - Cliff Richard
  - Boudewijn de Groot

1999
- Publieksprijs single: Boyzone – No Matter What
- Publieksprijs artiest: Marco Borsato
- Zangeres nationaal: Ilse DeLange – World of Hurt
- Zanger nationaal: Henk Westbroek – Westbroek
- Groep nationaal: Acda en De Munnik – Naar huis
- Nieuwkomer nationaal: Volumia – Volumia
- Dance/R&B nationaal: Dignity – Dignity
- Zangeres internationaal: Madonna – Ray of Light
- Zanger internationaal: Elvis Costello – Painted from Memory
- Groep internationaal: Massive Attack – Mezzanine
- Nieuwkomer internationaal: All Saints – All Saints
- Dance/R&B internationaal: Lauryn Hill – The Miseducation of Lauryn Hill
- Instrumentaal: Rosenberg Trio – Noches calientes
- Soundtrack: Henny Vrienten – Left Luggage
- Oeuvreprijs:
  - Toto
  - Golden Earring

### 2000er Jahre (Pop)
2000
- Publieksprijs single: Vengaboys – Ibiza
- Publieksprijs artiest: Anouk
- Zangeres nationaal: Anouk – Urban Solitude
- Zanger nationaal: Paul de Leeuw – Stille liedjes
- Groep nationaal: Bløf – Boven
- Nieuwkomer nationaal: City to City – The Road Ahead
- Zangeres internationaal: Shania Twain – Come On Over
- Zanger internationaal: Tom Jones – Reload
- Groep internationaal: Live – The Distance to Here
- Nieuwkomer internationaal: Macy Gray – On How Life Is
- Alternative: Korn – Issues
- Dance: Basement Jaxx – Remedy
- R&B: Destiny’s Child – The Writing’s on the Wall
- Instrumentaal: Slagerij van Kampen – Add Up to the Actual Size
- Kleinkunst: Acda en De Munnik – Op voorraad live
- Luisterlied: Stef Bos – Zien
- Soundtrack/Musical: Notting Hill (Original Soundtrack)
- Oeuvreprijs:
  - Status Quo
  - André Hazes

2001
- Publieksprijs single: Anouk – Michel
- Publieksprijs artiest: Ilse DeLange – Livin’ on Love
- Zangeres nationaal: Ilse DeLange – Livin’ on Love
- Zanger nationaal: Marco Borsato – Luid en duidelijk
- Groep nationaal: Bløf – Watermakers
- Nieuwkomer nationaal: Krezip – Nothing Less
- Zangeres internationaal: Madonna – Music
- Zanger internationaal: Craig Douglas – Born to Do It
- Groep internationaal: U2 – All That You Can’t Leave Behind
- Nieuwkomer internationaal: Anastacia – Not That Kind
- Dance: St. Germain – Tourist
- Alternative: Kane – As Long As You Want This
- Instrumentaal: St. Germain – Tourist
- R&B: Eminem – The Marshall Mathers LP
- Kleinkunst: Hans Teeuwen – Trui
- Luisterlied: Frédérique Spigt – Droom
- Soundtrack/Musical: Björk – Selmasongs
- Oeuvreprijs: BZN

2002
- Publieksprijs single: Kylie Minogue – Can’t Get You Out of My Head
- Publieksprijs album: Kane – So Glad You’ve Made It
- Zangeres nationaal: Mathilde Santing – New Amsterdam
- Zanger nationaal: Frank Boeijen – Heden
- Groep nationaal: Johan – Pergola
- Nieuwkomer nationaal: Twarres – Stream
- Zangeres internationaal: Anastacia – Freak of Nature
- Zanger internationaal: Robbie Williams – Swing When You’re Winning
- Groep internationaal: Destiny’s Child – Survivor
- Nieuwkomer internationaal: Ryan Adams – Gold
- Dance: Faithless – Outrospective
- Alternative: Kane – So Glad You’ve Made It
- R&B/Hiphop: Alicia Keys – Songs in A Minor
- DVD: Moby – Play
- Soundtrack/Musical: Bridget Jones’s Diary (Original Soundtrack)
- Kleinkunst/Luisterlied: De Vliegende Panters – Daar vliegen de Panters
- Oeuvreprijs:
  - Simple Minds
  - Rob de Nijs

2003
- Single: Di-rect – Inside My Head
- Album: Bløf – Blauwe ruis
- Zangeres nationaal: Anouk – Graduated Fool
- Zanger nationaal: Marco Borsato – Onderweg
- Groep nationaal: Bløf – Blauwe ruis
- Nieuwkomer nationaal: Relax – Live @ Panama
- Zangeres internationaal: Norah Jones – Come Away with Me
- Zanger internationaal: Robbie Williams – Escapology
- Groep internationaal: Venice – Welcome to the Rest of Your Life
- Nieuwkomer internationaal: Avril Lavigne – Let Go
- Dance: Sophie Ellis-Bextor – Read My Lips
- Alternative: Queens of the Stone Age – Songs for the Deaf
- R&B/Hiphop: Brainpower – Verschil moet er zijn
- DVD: Within Temptation – Mother Earth Tour
- Soundtrack/Musical: Yann Tiersen – Le fabuleux destin d’Amelie Poulain
- Oeuvreprijs:
  - Mark Knopfler
  - René Froger

2004
- Publieksprijs album: Di-rect – Over the Moon
- Publieksprijs single: Heidenroosjes – Damclub hooligan
- Zangeres nationaal: Ilse DeLange – Clean Up
- Zanger nationaal: Frans Bauer – ’N ons geluk
- Groep nationaal: Bløf – Omarm
- Nieuwkomer nationaal: Hind – Around the World
- Zangeres internationaal: Dido – Life for Rent
- Zanger internationaal: Robbie Williams – Live Summer 2003
- Groep internationaal: Simply Red – Home
- Nieuwkomer internationaal: Evanescence – Fallen
- Dance: Moloko – Statues
- Alternative: The White Stripes – Elephant
- R&B/Hiphop: 50 Cent – Get Rich or Die Tryin’
- Kleinkunst/Luisterlied: Veldhuis & Kemper – Half zo echt
- Soundtrack/Musical: Phil Collins – Brother Bear
- DVD: Kane – Live in Rotterdam
- Bijzondere uitgave van historische aard: Toon Hermans – Verzameld werk
- Oeuvreprijs:
  - George Michael
  - Frank Boeijen

- Klassik: Janine Jansen, Dietrich Henschel, Michael Schäfer, Maxim Wengerow, Dorothea Röschmann, The Harp Consort (Andrew Lawrence-King)

- Jazz: Randal Corsen, Dave Douglas, Electro Côco, Oi Va Voi, George Duke

2005
- Publieksprijs album: Marco Borsato – Zien
- Publieksprijs song: Bløf – Holiday in Spain
- Zanger nationaal: Marco Borsato – Zien
- Zangeres nationaal: Trijntje Oosterhuis – Strange Fruit
- Groep nationaal: Within Temptation – The Silent Force
- Nieuwkomer nationaal: Lange Frans & Baas B – Supervisie
- Zangeres internationaal: Joss Stone – The Soul Sessions
- Zanger internationaal: Jamie Cullum – Twenty Something
- Groep internationaal: Maroon 5 – Songs About Jane
- Nieuwkomer internationaal: Keane – Hopes and Fears
- Dance: Tiësto – Just Be
- Alternative: Rammstein – Reise, Reise
- R&B/Hiphop: Angie Stone – Stone Love
- Kleinkunst/Luisterlied: Wende – Quand tu dors
- DVD nationaal: Marco Borsato – Zien
- DVD internationaal: Phil Collins – Finally
- Soundtrack/Musical: Kill Bill 2 (Original Soundtrack)
- Oeuvreprijs:
  - Phil Collins
  - De Dijk

2006
- Publieksprijs beste song: Guus Meeuwis – Geef mij je angst
- Zanger nationaal: Jan Smit – Jan Smit.com
- Zangeres nationaal: Anouk – Hotel New York
- Groep nationaal: Racoon – Another Day
- Nieuwkomer nationaal: Jeugd van Tegenwoordig – De machine
- Zanger internationaal: Jack Johnson – In Between Dreams
- Zangeres internationaal: Katie Melua – Piece by Piece
- Groep internationaal: Coldplay – X&Y
- Nieuwkomer internationaal: James Blunt – Back to Bedlam
- Dance: Armin van Buuren – Shivers
- Alternatief: Rammstein – Rosenrot
- Kleinkunst/Luisterlied: Van Kooten & De Bie – Audiotheek
- DVD nationaal: The Gathering – A Sound Relief
- DVD internationaal: U2 – Vertigo
- Oeuvreprijs: Normaal

2007 / 2008
in beiden Jahren wurden keine Auszeichnungen vergeben
2009
- Publieksprijs beste album: Marco Borsato – Dochters
- Publieksprijs beste song: Marco Borsato – Wit licht
- Mannelijke artiest: Alain Clark – Live It Out
- Vrouwelijke artiest: Ilse DeLange – Incredible
- Group: Bløf – Oktober
- Nieuwkomer: Sabrina Starke – Yellow Brick Road
- Kleinkunst: Alex Roeka – Beet van liefde
- Comedy: Ronald Goedemondt – Ze bestaan echt
- Oeuvreprijs: Krezip

### 2010er Jahre (Pop)
2010
- Publieksprijs beste album: 3JS – Dromers en dwazen
- Publieksprijs beste song: Kane – No Surrender
- Mannelijke artiest: Guus Meeuwis – NW8
- Vrouwelijke artiest: Caro Emerald – Deleted Scenes from the Cutting Room Floor
- Group: Kyteman’s Hiphop Orchestra – The Hermit Sessions
- Nieuwkomer: Tim Knol – Tim Knol
- Theater: Nynke Laverman – Nomade
- Comedy: Herman Finkers – Na de pauze
- Oeuvreprijs:
  - Herman van Veen
  - Rowwen Héze

2011
- Publieksprijs beste album: Nick & Simon – Fier
- Publieksprijs beste song: Ilse DeLange – Next to Me
- Mannelijke artiest: Rob de Nijs – Eindelijk vrij
- Vrouwelijke artiest: Anouk – To Get Her Together
- Group: Racoon – Liverpool Rain
- Nieuwkomer: Krystl – Rolling
- Kleinkunst/Theater: Daniël Lohues – Hout moet
- Oeuvreprijs: Marco Borsato

2012
- Oeuvreprijs:
  - Doe Maar
  - André van Duin

weitere Auszeichnungen wurden nicht vergeben
2013
- Publieksprijs beste album: Nick & Simon – Sterker
- Publieksprijs beste song: Racoon – Oceaan
- Mannelijke artiest: Blaudzun – Heavy Flowers
- Vrouwelijke artiest: Trijntje Oosterhuis – Wrecks We Adore
- Group: Kane – Come Together
- Nieuwkomer: Gers Pardoel – Deze wereld is van jou
- Kleinkunst/Theater: Alex Roeka – Gegroefd

2014
- Pop: Sandra van Nieuwland – Banging on the Doors of Love
- Rock: De Staat – I_con
- Hiphop: De Jeugd van Tegenwoordig – Ja, natúúrlijk!
- Dance: Martin Garrix – Animals / Wizards / Error 404
- Alternative: Mister and Mississippi – Mister and Mississippi
- Nieuwkomer: Jett Rebel – Mars/Venus
- Volksmuziek: Frans Duijts – Oud & vertrouwd
- Videoclip: The Opposites & Mr. Probz – Sukkel voor de liefde
- Song: Mr. Probz – Waves
- Album: Anouk – Sad Singalong Songs
- Oeuvreprijs:
  - Youp van ’t Hek
  - Bløf

2015
- Pop: The Common Linnets – The Common Linnets
- Rock: Kensington – Rivals
- Hiphop: Typhoon – Lobi da basi
- Dance: Martyn – The Air Between Words
- Alternative: Thomas Azier – Hylas
- Nieuwkomer: Kovacs – My Love
- Volksmuziek: Django Wagner – Samen
- Videoclip: Marco Borsato & Gers Pardoel – Stem
- Song: Dotan – Home
- Album: Typhoon – Lobi da basi

2016
- Pop: Douwe Bob – Pass It On
- Rock: John Coffey – The Great News
- Hiphop: New Wave – New Wave
- Dance: Yellow Claw – Blood for Mercy
- Alternative: My Baby – Shamanaid
- Nieuwkomer: Lil’ Kleine – Zeg dat niet / Liegen voor de rechter / New Wave
- Volksmuziek: Tino Martin – Jij liet me vallen
- Videoclip: De Staat – Witch Doctor
- Song: Kenny B – Parijs
- Album: New Wave – New Wave
- Oeuvreprijs: Tiësto

2017
- Pop: Douwe Bob – Fool Bar
- Rock: Kensington – Control
- Hiphop: Rotterdam Airlines – Gate 16
- Dance: Weval – Weval
- Alternative: Klangstof – Close Eyes to Exit
- Nieuwkomer: Indian Askin – Sea of Ethanol
- Volksmuziek: André Hazes Jr. – Leef
- Videoclip: Typhoon – We zijn er
- Song: Martin Garrix – In the Name of Love
- Album: Broederliefde – Hard Work Pays Off 2
- Oeuvreprijs: Anouk

2018
- Pop: Chef’Special – Amigo
- Rock: Di-rect – Rolling with the Punches
- Hiphop: Ronnie Flex – Rémi
- Dance: Yellow Claw – Los Amsterdam
- Alternative: Thomas Azier – Rouge
- Nieuwkomer: Naaz – verschiedene Singles
- Volksmuziek: Tino Martin – Hoe ik het zie
- Nederlandstalig: Roxeanne Hazes – In mijn bloed
- Videoclip: Naaz – Words
- Song: Wulf – Mind Made Up
- Album: Ronnie Flex – Rémi
- Oeuvreprijs: Extince

2019
- Pop: Douwe Bob – The Shape I’m In
- Rock: DeWolff – Thrust
- Hiphop: Frenna – Francis
- Dance: San Holo – Album1
- Alternative: My Baby – Mounaiki – By the Bright of Night
- Nieuwkomer: Davina Michelle – verschiedene Singles
- Hollands: André Hazes Jr. – Anders
- Nederlandstalig: Nielson – Diamant
- Videoclip: Zwart Licht featuring Ray Fuego – Zwarte Hollanders
- Song: Nielson – IJskoud
- Album: Wende – Mens
- Oeuvreprijs: Ilse DeLange

### 2020er Jahre (Pop)
2020
- Pop: Maan – verschiedene Singles
- Rock: Kensington – Time
- Hiphop: Josylvio – Gimma
- Dance: Armin van Buuren – Balance
- Alternative: S10 – Snowsniper
- Nieuwkomer: Snelle – Vierentwintig
- Hollands: De Toppers – Toppers in concert 2019
- Nederlandstalig: Suzan & Freek – Gedeeld door ons
- Videoclip: Bizzey featuring Kraantje Pappie, Jonna Fraser & Ramiks – Drup
- Song: Duncan Laurence – Arcade
- Album: Ilse DeLange – Gravel & Dust
- Oeuvreprijs: Willeke Alberti

2021
- Pop: Davina Michelle – My Own World
- Rock: Di-rect – Wild Hearts
- Hiphop: Kevin – Animal Stories
- Dance: Lucas & Steve – Letters to Remember
- Alternative: Eefje de Visser – Bitterzoet
- Jazz/National: Sun-Mi Hong – A Self-Strewn Portrait
- Nieuwkomer: nicht vergeben 1
- Hollands: Sophie Straat – ’T is niet mijn schuld
- Nederlandstalig: Rob de Nijs – ’T is mooi geweest
- Videoclip: Akwasi – Extase (Regisseur: Florian Joahn)
- Song: Di-rect – Soldier On
- Album: Eefje de Visser – Bitterzoet
- Oeuvreprijs: The Opposites

2022
- Pop: Davina Michelle – verschiedene Singles
- Rock: Son Mieux – The Mustard Seed
- Hiphop: Lijpe – Verzegeld
- Dance: Tiësto – verschiedene Singles
- Alternative: Froukje – Licht en donker
- Nieuwkomer: Meau – verschiedene Singles
- Hollands: Mart Hoogkamer – verschiedene Singles
- Nederlandstalig: Racoon – Spijt is iets voor later
- Videoclip: Chef’Special – Afraid of the Dark
- Song: Snelle & Maan – Blijven slapen
- Album: Suzan & Freek – Dromen in kleur
- Oeuvreprijs: Guus Meeuwis

2023
- Pop: Antoon – Antoon
- Rock: Di-rect – verschiedene Singles
- Hiphop: Sor – Bae doven no.1 / no.2 / no.3
- Dance: Tiësto – verschiedene Singles
- Alternative: Froukje – Uitzinnig
- Nieuwkomer: Goldband – verschiedene Singles
- Hollands: Mart Hoogkamer – verschiedene Singles
- Nederlandstalig: S10 – Ik besta voor altijd zolang jij aan mij denkt
- Videoclip: Maan & Goldband – Afraid of the Dark
- Song: Snelle & Maan – Stiekem
- Album: Sor – Bae doven no.1 / no.2 / no.3
- Oeuvreprijs: Kensington

2024
- Pop: Flemming – verschiedene Singles
- Rock: Within Temptation – Bleed Out
- Hiphop: Mula B – Narcopop
- Dance: Reinier Zonneveld – Heaven Is Mad
- Alternative: Pip Blom – Bobbie
- Nieuwkomer: Roxy Dekker – verschiedene Singles
- Hollands: Marco Schuitmaker – verschiedene Singles
- Nederlandstalig: Meau – 22
- Soul / R&B / Funk: Idaly – Betty
- Song: Son Mieux – Tonight
- Album: Sef – Ik zou voor veel kunnen sterven maar niet voor een vlag
- Oeuvreprijs: Jan Smit

Für die Kategorien Jazz und Weltmusik siehe Edison Jazz Award.